# Ізра (нохія)
Нохія Ізра (араб. ناحية ازرع) — нохія у Сирії, що входить до складу мінтаки Ізра мухафази Дар'а. Адміністративний центр — поселення Ізра.
До нохії належать такі поселення:
- Ізра → (Izra);
- Асем → (Asem);
- Хамір → (Hamer);

Нохія Ізра на мапі мінтака Ізра

- Бусра-аль-Харір → (Busra al-Harir);
- Бувейр → (Buwayr);
- Джаддаль → (Jaddal);
- Ар-Рувейсат → (ar-Ruwaysat);
- Аз-Зубейр → (az-Zubayr);
- Махайя → (Mahajjah);
- Маліха-аль-Аташ → (Maliha al-Atash);
- Аль-Маталла → (al-Matallah);
- Міскія → (Miskiyah);
- Аль-Муджайділ → (al-Mujaydil);
- Наджіх → (Najih);
- Кірата → (Qiratah);
- Кассер → (Qasser);
- Шакра → (Shaqra);
- Сур → (Sur).